# Barker Ten Mile
Barker Ten Mile – jednostka osadnicza w Stanach Zjednoczonych, w stanie Karolina Północna, w hrabstwie Robeson.